# Felipe de Noircarmes
Felipe de Noircarmes (c. 1530; Utrecht, 5 de marzo de 1574) fue un militar neerlandés al servicio de Carlos V y Felipe II de España. Ganó notoriedad durante la represión de las insurrecciones calvinistas en los Países Bajos Españoles, por el Asedio de Valenciennes en 1566-7, la toma de Tournai el 2 de enero de 1567 y como miembro del Tribunal de los Tumultos al comienzo de la Guerra de los Ochenta Años. Era estatúder del Condado de Henao desde 1566, y de Holanda, Zelanda y Utrecht de 1573 hasta su muerte.

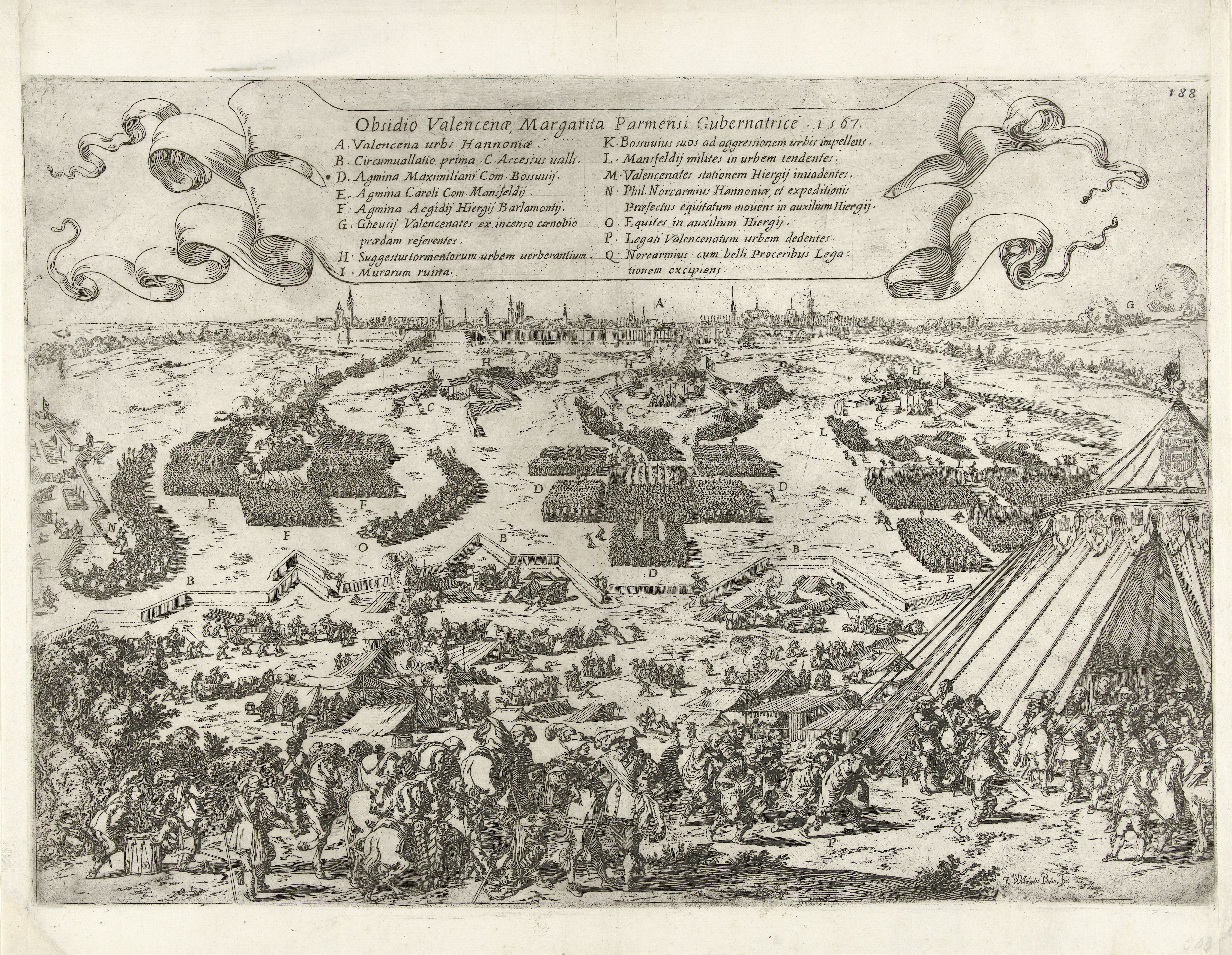
Grabado del asedio de Valenciennes por las tropas españolas dirigidas por Felipe de Noircarmes (1566-1567).

## Biografía
Noircarmes (como se le llama por lo general en la historiografía), cuyo nombre completo fue Philippe René Nivelon Louis de Sainte-Aldegonde, Señor de Noircarmes, era el hijo de Jean de Sainte-Aldegonde, descendiente de una antigua familia aristocrática de Saint-Omer y Marie de Rubempré Su padre había sido un chambelán de Carlos V (1538) y él mismo se menciona como una página de sus legajos. Noircarmes casado Bona de Lannoy el 7 de septiembre de 1554. Tuvieron un hijo, Maximiliano-Lamoral, y una hija.